# Neo Universe/Finale
Neo Universe/Finale è un brano musicale del gruppo musicale giapponese de L'Arc~en~Ciel, pubblicato come secondo singolo estratto dall'album Real, il 19 gennaio 2000. Il singolo ha raggiunto la prima posizione della classifica Oricon dei singoli più venduti in Giappone, rimanendo in classifica per dodici settimane e vendendo 1 103 880 copie.

## Tracce
CD Singolo KSC2-330
1. NEO UNIVERSE
2. finale
3. hole
4. trick ~new wave of japanese heavy metal mix~

Durata totale: 16:32

## Classifiche
| Classifica (2000) | Posizione più alta |
| ----------------- | ------------------ |
| Giappone (Oricon) | 1                  |